# Agrotis experta
Agrotis experta là một loài bướm đêm trong họ Noctuidae.